# تركنو (كورنوال)
تركنو (بالإنجليزية: Treknow)‏ هي قرية تقع في المملكة المتحدة في كورنوال.